# Rinaldo Rinaldi (attore)
Rinaldo Rinaldi (fl. XX secolo) è stato un attore italiano del cinema muto.

## Filmografia
- La zolfara, regia di Alfredo Robert (1912)
- Il prezzo di una felicità, regia di Ubaldo Pittei (1913)[1]
- La finestra illuminata, regia di Ubaldo Pittei (1913)[2]
- Lorenzaccio, regia di Giuseppe De Liguoro (1918)
- La Gerusalemme liberata, regia di Enrico Guazzoni (1918)[3]
- Iris, regia di Giuseppe De Liguoro (1918)
- La morte rossa, regia di Giuseppe De Liguoro (1918)
- Il milione, regia di Mario Bonnard (1920)
- Il rosso e il nero, regia di Mario Bonnard (1920)[4]
- L'isola della felicità, regia di Luciano Doria (1921)
- Sole, regia di Alessandro Blasetti (1929)[5]